# Arthur Bavay
Arthur René Jean Baptiste Bavay (* 29. April 1840 in Lamballe, Côtes-du-Nord, Bretagne; † 13. Juli 1923 in Paris) war ein französischer Marinearzt, Herpetologe, Parasitologe und Malakologe.

## Leben
Bavay war der Sohn eines Mediziners. Nach seiner medizinischen Ausbildung an der Marineschule in Brest von 1858 bis 1864 kam er als Mitarbeiter der pharmazeutischen Abteilung der Marine über Cochinchina (im heutigen Süden Vietnams) nach Neukaledonien, wo er von 1864 bis 1869 stationiert war. 1869 reiste Bavay nach Guadeloupe in den Kleinen Antillen, wo er für sechs Jahre arbeitete. Anschließend kehrte er nach Frankreich zurück, wo er medizinische Naturgeschichte lehrte, zuerst an der medizinischen Schule am Militärhafen Toulon, dem französischen Hauptmarinestützpunkt am Mittelmeer und anschließend an der Marineschule in Brest.
1896 zog er nach Paris, wo er als Marinechefarzt arbeitete. Ferner war er Mitglied beim Obersten Gesundheitsrat. 1902 wurde er pensioniert. Im selben Jahr wurde er zum Präsidenten der Société zoologique de France gewählt. Ab den 1860er-Jahren veröffentlichte Bavay regelmäßig zoologische Beiträge, darunter 1872 mit dem Werk Catalogue des reptiles de la Nouvelle-Calédonie et description d’espèces nouvelles den ersten Katalog über die Reptilien Neukaledoniens. Ab 1904 widmete er sich ausschließlich der Malakologie. 
Bavay hatte eine lange Beziehung zu den Naturforschern des Muséum national d’histoire naturelle und 1909 wurde er offiziell vom Museum zum korrespondierenden Mitglied ernannt. Bavays herpetologische Sammlungen werden im Muséum national d’histoire naturelle in Paris und im Natural History Museum in London aufbewahrt. Bis drei Tage vor seinem Tod arbeitete er in einem Labor im Marinemuseum von Brest.

## Dedikationsnamen
Die 1869 von Bavay beschriebenen Arten Eurydactylodes vieillardi, Rhacodactylus chahoua und Lygostoma arborum tragen im Englischen die Trivialnamen Bavay’s Gecko, Bavay’s Giant Gecko und Bavay’s Skink. 1913 benannte Jean Roux die neukaledonische Geckogattung Bavayia zu Ehren von Arthur Bavay. 1939 widmete René Bourret Bavay die Skinkart Tropidophorus baviensis.

## Publikationen (Auswahl)
- Etude sur deux plantes de la Nouvelle-Calédonie, 1869
- Catalogue des reptiles de la Nouvelle-Calédonie et description d’espèces nouvelles, 1872
- Note sur l’hylodes martinicensis et ses métamorphoses, 1872
- Récolte des mollusques: conseils aux voyageurs, 1895
- Diagnoses de coquilles nouvelles de l’Indo-Chine, 1900 (mit Philippe Dautzenberg)
- Descriptions de quelques nouvelles espèces du Genre Pecten, 1904
- Les lacs des hauts plateaux de l’Amérique du Sud, 1906 (mit Maurice Neveu-Lemaire und Edward Asahel Birge)
- Mollusques terrestres et fluviatiles récoltés par le Dr. Neveu-Lemaire (Mission de Créqui-Montfort et Sénéchal de la Grange en Amérique du Sud), 1904
- Les lamellibranches de l’expédition du Siboga, 1912 (mit Philippe Dautzenberg)